# 2 Armia (Włochy)
2 Armia – związek operacyjny w strukturze organizacyjnej wojska włoskiego okresu II wojny światowej.

## Skład podczas Planu Marita
- V Korpus Armijny
  - 15 Dywizja Piechoty "Bergamo"
  - 57 Dywizja Piechoty Lombardia
  - Straż Graniczna (w sile dywizji)
- VI Korpus Armijny
  - 12 Dywizja Piechoty Sassari
  - 20 Dywizja Piechoty Friuli
  - 26 Dywizja Piechoty Assieta
- XI Korpus Armijny
  - 3 Dywizja Piechoty Ravenna
  - 13 Dywizja Piechoty Re
  - 14 Dywizja Piechoty "Isonzo"
  - Straż Graniczna (w sile dywizji)
  - 3 Pułk Strzelców Alpejskich
- Korpus Szybki
  - 1 Brygada Kawalerii Eugenio di Savoia
  - 2 Brygada Kawalerii Emanuele Filiberto Testa di Ferro
  - 3 Brygada Kawalerii Principe Amedeo Duca D'Aosta
- Korpus Zmotoryzowany
  - 9 Dywizja Piechoty Zmotoryzowanej Pasubio
  - 52 Dywizja Piechoty Zmotoryzowanej Torino
  - 133 Dywizja Pancerna "Littorio"